# Eufrosinia la Stolta
Eufrosinia la Stolta al secolo Evdokija Vjazemskaja e nota in Russia come Евфросиния Колюпановская Eufrosinija Koljupanovskaja (1758 – 1855) è stata una monaca cristiana Stolta in Cristo russa, venerata come santa dalla Chiesa ortodossa russa che la ricorda il 3 luglio.

## Biografia
La fonte agiografica principale sulla vita della santa è contenuta in un'opera russa del tardo XIX secolo intitolata Bezumiem mnimym bezumie mira obličivšie. Blažennye staricy našego vremeni. Nata tra il 1757 e il 1759 in una famiglia di nobili origini, trascorse l'infanzia e la prima giovinezza a stretto contatto con la corte zarista tanto che, dopo aver completato brillantemente gli studi nell'Istituto Smol'nyj di San Pietroburgo, venne designata freilina (dama d'onore) di Caterina II di Russia. La sua agiografia racconta che dopo un periodo vissuto tra gli sfarzi della corte decise, in circostanze non chiare e insieme a due sue compagne, anch'esse dame di corte, di lasciare il palazzo reale per dedicarsi interamente alla vita monastica. Temendo il rifiuto della famiglia alla propria scelta simulò la propria morte insieme alle amiche. Mentre erano a Carskoe Selo, residenza estiva dell'imperatore, lasciarono i propri vestiti sulla riva di un lago in modo da far credere a una disgrazia e si travestirono da semplici contadine, abbandonando indisturbate la vita di corte e i suoi fasti.
Lasciate le amiche Evdokija vagò quindi lungo tutta la Russia visitandone monasteri e luoghi sacri fino a quando, sentendosi pronta per la propria chiamata monastica e desiderando "nascondersi dalla persecuzione del mondo", ottenne udienza dal Metropolita Platon, il quale, sinceratosi dei suoi intenti, la inviò con una lettera di raccomandazione al monastero di Vladjčni di Serpuchov sotto il falso nome di Eufrosinia la Stolta. Da quel momento ebbe inizio la sua esistenza di "Stolta in Cristo", così com'erano chiamati coloro i quali simulando pazzia, vivendo in povertà e pregando incessantemente ritenevano di poter prendere parte alla Passione di Gesù.
Le fu assegnata dapprima una cella, poi una piccola abitazione di una sola stanza nei pressi delle mura del monastero. Lì Eufrosinia viveva nella sporcizia più completa assieme ad un gran numero di animali che nutriva dividendo con questi ogni suo pasto. Vestiva sempre con una camicia grigia di grosso e spesso panno, camminando scalza e indossava sul proprio capo un piccolo berretto foderato di pelliccia. Teneva i capelli sempre cortissimi e portava al collo una lunga collana di rame con una croce alla propria estremità.
La sua agiografia ci riferisce che viveva costantemente nelle privazioni e mortificando il proprio corpo con un cilicio. Dormiva sul nudo pavimento, mai sdraiata ma sempre seduta, cibandosi esclusivamente di pane e kvas, che prendeva dalle cucine del monastero. Per quel che concerne la sua vita religiosa era solita pregare da sola, all'interno della propria abitazione, frequentando molto raramente la chiesa.
Negli anni '40 del XIX secolo la monaca fu scacciata, secondo la sua agiografia per una non meglio precisata "falsa accusa", dal monastero di Serpuchov. Eufrosinia si trasferì quindi a Koljupanovo, nell'Oblast' di Tula, dove la proprietaria terriera Protopopova le offrì un'abitazione all'interno del proprio terreno. Rifiutandosi di abitare in una casa che giudicava troppo comoda e spaziosa si narra che Eufrosinia vi mise al proprio interno una mucca, sistemando sé stessa in una stanza della camera della signora Protopopova. Qui continuò la vita che conduceva a Serpuchov, a stretto contatto con gli animali, camminando scalza e vestendo sempre e solo di un cappotto imbottito di ovatta. Morì il 3 luglio 1855, così come riportato dal libro degli atti della parrocchia della Chiesa della Madre di Dio di Kazan'.

## Miracoli e leggende devozionali
Il Bezumiem contiene un copioso numero di leggende devozionali attribuite ad Eufrosinia. Di seguito si indicheranno le più significative:
- Si narra che Eufrosinia avesse un rapporto molto stretto con gli animali soprattutto per quel che concerne i cani e i volatili, che ospitava nella propria abitazione e che, con il loro odore, finivano per appestare l'aria del piccolo locale in cui viveva. A chi le chiedeva come potesse vivere in un tale ambiente malsano la santa rispondeva che l'odore dei suoi animali le era molto più gradito che i profumi che era solita mettersi a corte. Si narra in particolare che un giorno Eufrosinia fosse stata vittima di un atto vandalico posto in essere da un giovane del posto. Questi aveva gettato nella sua casa una manciata di fieno infuocato che aveva ustionato la santa costringendola a sei settimane di immobilità assoluta durante le quali era sopravvissuta solo grazie al cibo portatole da un grosso corvo che era solita nutrire. Si racconta inoltre che quando si spostava era sempre seguita da stormi di taccole e corvi e da un gallo, che portava su di una carriola insieme ad un cane e un gatto.

- La santa era reputata capace di chiaroveggenza. Si racconta infatti che un giorno, recandosi a visitare la famiglia di un mercante ed avendo scoperto dalla padrona di casa che questi era lontano per lavoro, avesse d'improvviso iniziato a ripetere ossessivamente "piangete, piangete..." lasciando nello sconcerto chi si trovava con lei. Solo poche ore più tardi si apprese che il mercante era morto presso Podol'sk, lasciando orfani i suoi figli ancora bambini. Si racconta inoltre che, già trasferitasi a Koljupanovo, mentre faceva visita a una ricca famiglia del luogo, avesse d'improvviso iniziato a piangere disperatamente spiegando che la Russia stava per essere attaccata dai Turchi, dagli Inglesi e dall'Imperatore dei Francesi. A quelle parole i suoi ospiti rimasero interdetti, anche perché in Francia non vi era alcun imperatore ma il Re Luigi Filippo e avevano ritenuto le parole della santa una stravaganza. Pochi anni più tardi sarebbe salito al potere l'imperatore Napoleone III di Francia e una coalizione formata dalle potenze indicate da Eufrosinia avrebbe dichiarato guerra alla Russia in quella che sarebbe poi stata ricordata come la Guerra di Crimea. Leggenda vuole infine che la santa avesse previsto la propria morte tre settimane prima che la stessa avvenisse, comunicando a chi incontrava che nei pressi della chiesa di Koljupanovo era comparso un angelo che la invitava a venire con lui.

- Eufrosinia era ritenuta capace anche di poteri guaritivi. Quando ancora risiedeva nei pressi del monastero era solita girovagare nei boschi alla ricerca di piante medicinali, che poi faceva assumere ai malati che visitava mentre a Koljupanovo aveva scavato con le proprie mani un pozzo da cui fuoriusciva dell'acqua ritenuta miracolosa;

- Tra i miracoli attribuiti alla santa vi furono, tra gli altri, quello di aver fatto cessare un lungo periodo di siccità nella regione circostante a Serpuchov e quello di aver fatto camminare una paralitica che risiedeva a Koljupanovo.